# Науково-дослідний інститут
Науко́во-до́слідний і́нститут (НДІ) — самостійна установа, створена організовувати наукові дослідження та проводити дослідно-конструкторські роботи, різновид інституту.
Здебільшого, НДІ мають закріплену за ними абревіатуру.

## Інтернет-ресурси
- БСЭ